# Zveri

## História
A banda Zveri foi criada no ano de 2001 pelo vocalista Roma Bilyk, conhecido como Roma Zver', logo foi acompanhado por Maksim Leonov na guitarra, Kostya Labezkiy no baixo, Kirill Antonenko nos teclados e Mihail Kraev na bateria e o grupo começou a trabalhar no seu primeiro álbum de estréia, ele foi chamado Golod, lançado em Fevereiro de 2003.
O Album contém muitas das canções de maior sucesso da banda, são elas Dozhdi-Pistolety (Armas e Chuvas), Dlya Tebya (para Você) e Prosto Takaya Sil'naya Lyubov' (Simplesmente um Amor Tão Forte), no ano de 2004 o álbum foi reeditado.
Em março de 2004 lançou o seu segundo álbum, Rayony-Kvartaly (Regiões e Distritos). Vendeu muitas cópias e foi aompanhado por uma turnê do país, as músicas mais tocadas foram "Vsyo, Chto Kasaetsya, Yuzhnaya Noch' que foi lançado como um Single sua faixas são Yuzhnaya Noch' remixadas e originais, Napitki Pokrepche. Em 2005 a banda lançou um album de músicas remixes dos albuns Golod e Rayony-Kvartaly. 
Em 2004 foi premiado como melhor rock prêmio concedido pela emissora de Televisão MUZ-TV, desde então recebeu mais 6 premios, nenhuma banda ja recebeu tantos premios quanto essa banda, MUZ-TV tbm premiou Zveri em 2005, 2006, 2007, 2008 e 2009.
Em 2004, Zveri gravou seu primeiro trabalho ao vivo no estadio de Olimpiyskiy, o album ganhou o premio de "Melhor concerto do ano de 2004" as faixas foram dos álbuns Golod e Rayoni-kvartaly.
No ano de 2005 foi lançado um CD/DVD, foi intitulado "Karaoke"
Em março de 2006 lançaram o 3º álbum, Kogda Vmeste Nikto Ne Kruche (quando estamos junto nada é mais legal) e a música Snegopad foi lançada em forma de Single.
Em 2008 lançou o seu álbum de número 4, "Dal'she (Mais)" foi lançado em novembro.
No final de setembro de 2009 lançou outro video clip para sua coleção de video ao vivo, o clip foi da música Govori (Falar), o video foi feito durante um show acústico em Moscou no fim de maio, esse show acuústico tbm foi lançado como DVD e um álbum em CD, foi intitulado "Akustika"
No ano de 2010, a banda estará gravando novas músicas em Kiev para o próximo álbum que está programado para ser lançado na primavera de 2011, final de fevereiro, início de março, o vocalista da banda Roma Zver', disse "O album promete ter um som agressivo, pesado. Talvez algumas músicas serão apresentadas neste ano". na primavera o grupo planeja gravar um vídeo de uma das canções novas.

## Integrantes
Roman "Zver'" Bilyk Vital'evich (Билык Роман Витальевич) - vocal, guitarra, violão (2001 - presente)
Vyacheslav Zarubov (Зарубов Вячеслав Вячеславович) - piano, sintetizador (2007 - presente)
Kirill Afonin (Кирилл Афонин) - guitarra-baixo (2016 - presente)
German "Albanets" Osipov (Герман «Албанец» Осипов) - guitarra-elétrica (2016 - presente)
Valentin Tarasov (Валентин Тарасов) - bateria (2016 - presente)

## Ex-integrantes
Kostantin Labetskiy - guitarra-baixo (2003—2007)
Kirill Antonenko - teclados (2002—2007)
Vladimir Horujii - guitarra elétrica (2002—2003)
Andrei "Gustav" Gusev - guitarra-baixo (2002—2003)
Maksim Leonov Viktorovich (Леонов Максим Викторович)  - guitarra, back-vocal (2003—2016)
Aleksey Lyubchik Ivanovich (Любчик Алексей Иванович.) - guitarra-baixo (2007-2016)
Mihail Kraev Vadimovich (Краев Михаил Вадимович) - bateria (2002—2016)

## Prêmios
EMA 2004 - Melhor banda de rock
RMA 2004 - Vídeo do ano: Vsyo, chto kasaetsya
RMA 2004 - Melhor banda: Vsyo, chto kasaetsya
RMA 2004 - Artista do ano
RMA 2005 - Melhor banda de rock
RMA 2006 - Melhor banda de rock
MUZ-TV 2004 - Melhor banda de Rock
MUZ-TV 2004 - Melhor concerto: "Olimpiyskiy"
MUZ-TV 2005 - Melhor banda de Rock
MUZ TV 2005 - Álbum do ano: Rayony Kvartaly
MUZ-TV 2006 - Melhor banda de rock
MUZ-TV 2007 - Melhor banda de rock
MUZ-TV 2008 - Melhor banda de rock
MUZ-TV 2009 - Melhor banda de rock

## Discografia
- Golod (Голод) — 2003

- Golod-Pereizdanie (Голод-Переиздание) - 2004

- Rayony-Kvartaly (Районы-кварталы) - 2004

- Karaoke (Караоке) - 2005

- Miksy (Миксы) - 2005

- Kogda My Vmeste Nikto Ne Kruche (Когда мы вместе никто не круче) - 2006

- Dal'she (Дальше) - 2008

- Akustika (Акустика) - 2009

- Luchshee (Лучшее) - 2013
- Odin na Odin (Один на Oдин) - 2014
- Straha Net (Страха Нет) - 2016
- Druz'ya po Palate (Друзья по Палате) - 2017
- 10 (10) - 2018
- Vino i Kosmos (Вино и Космос) - 2018
- Zveri v Zooparke (Звери в Зоопарке) - 2018
- U Tebya v Golove (У Тебя в Голове) - 2019

## Coletâneas
- Luchshee (Лучшее) - 2009

## Singles
- Yuzhnaya Noch (Юҗная Ночь) - 2004

- Snegopad (Снегопад) 2005

## DVDs
- Olimpiyskiy (Олимпийский)

- Karaoke (Караоке)

- Akustika (Акустика)

## Clipografia
01 - Dlya Tebya (Для тебя) 
02 - Prosta Takaya Sil'naya Lyubov' (Просто такая сильная любовь )
03 - Dozhdi-Pistolety (Дожди-пистолеты) 
04 - Vse, Chto Kasaetsya (Все, что касается) 
05 - Rayoni-Kvartali (Районы-кварталы) 
06 - Yuzhnaya Noch' (Южная ночь) 
07 - Napitki Pockepche (Напитки покрепче) 
08 - Roma, Izvini (Рома, извини) 
09 - Do Skoroy Vstrechi (До скорой встречи) 
10 - Tantsuy (Танцуй) 
11 - Bryunetki i Blondinki (Брюнетки и Блондинки )
12 - Tebe (Тебе) 
13 - Ya s Toboy (Я с тобой)
14 - Govori (Говори )